# Дерн (замок, Гессен)
Дерн (нем. Burg Dehrn) — средневековый замок на высокой скале в долине реки Лан недалеко от города Рункель в районе Лимбург-Вейбург в земле Гессен, Германия.

## История

### Ранний период
Первые укрепления в данном месте появились в XII веке. Их построили представители семьи фон Диц, владевшие графством Диц для защиты переправы через реку Лан. В небольшой крепости был размещён постоянный гарнизон. В 1197 году замок передан в управление рыцарю Хенрикусу Фрио де Дерн. Его потомки, ставшие именоваться родом Фрай фон Дерн, на несколько столетий оказались владельцами крепости.
В XIII веке из графства Диц выделилось графство Вайльнау, которым правила одна из боковых линий рода Фрай фон Дерн, взявшая имя фон Диц (или фон Диц-Вайльнау). Причём замок оказался совместной собственностью обеих династий.
В 1317 году представители графства Вайльнау пообещали передать свою долю Зигфриду фон Рункелю, пробсту (настоятелю) Гемюнденского аббатства. Но это обещание не было исполнено.
В 1485 году правители Нассауского дома, считавшийся сюзеренами рода Фрай фон Дерн, подтвердили привилегию последних быть освобождёнными от любых налогов. В 1492 году семья Фрай фон Дерн построила за 300 гульденов внутри замка жилую резиденцию, примыкавшую к бергфриду.

### После XVI века
в XVI веке замок Дерн в ходе серьёзной реконструкции был значительно расширен. Однако в последующем о крепости перестали заботиться. Сооружения постепенно ветшали, но их не ремонтировали.
После смерти в 1737 году Франца Александра Фрай фон Дерна, не имевшего потомком мужского пола, графский род пресёкся. Замок перешёл в собственность семьи фон Грайффенклау. Но этот род также пресёкся в 1814 году. Новыми владельцами замка стали представители родственной семьи Штурфедер фон Оппенвайлер.
В 1818 году купец из Лимбурга Йозеф Антон Тромбетта купил полуразрушенный замок, отремонтировал его и частично перестроил, а вокруг разбил парк. В эти годы Дерн обрёл свой современный вид. В 1844 году замок стал владением семьи фон Дунгерн. Новые собственники также не поскупились на дальнейшую реконструкцию и отделку внутренних помещений. Помимо прочего, были созданы удобные подъездные пути, а высота бергфрида значительно увеличена. Рядом с замком появились различные хозяйственные постройки, а парк существенно расширен.

### XX век

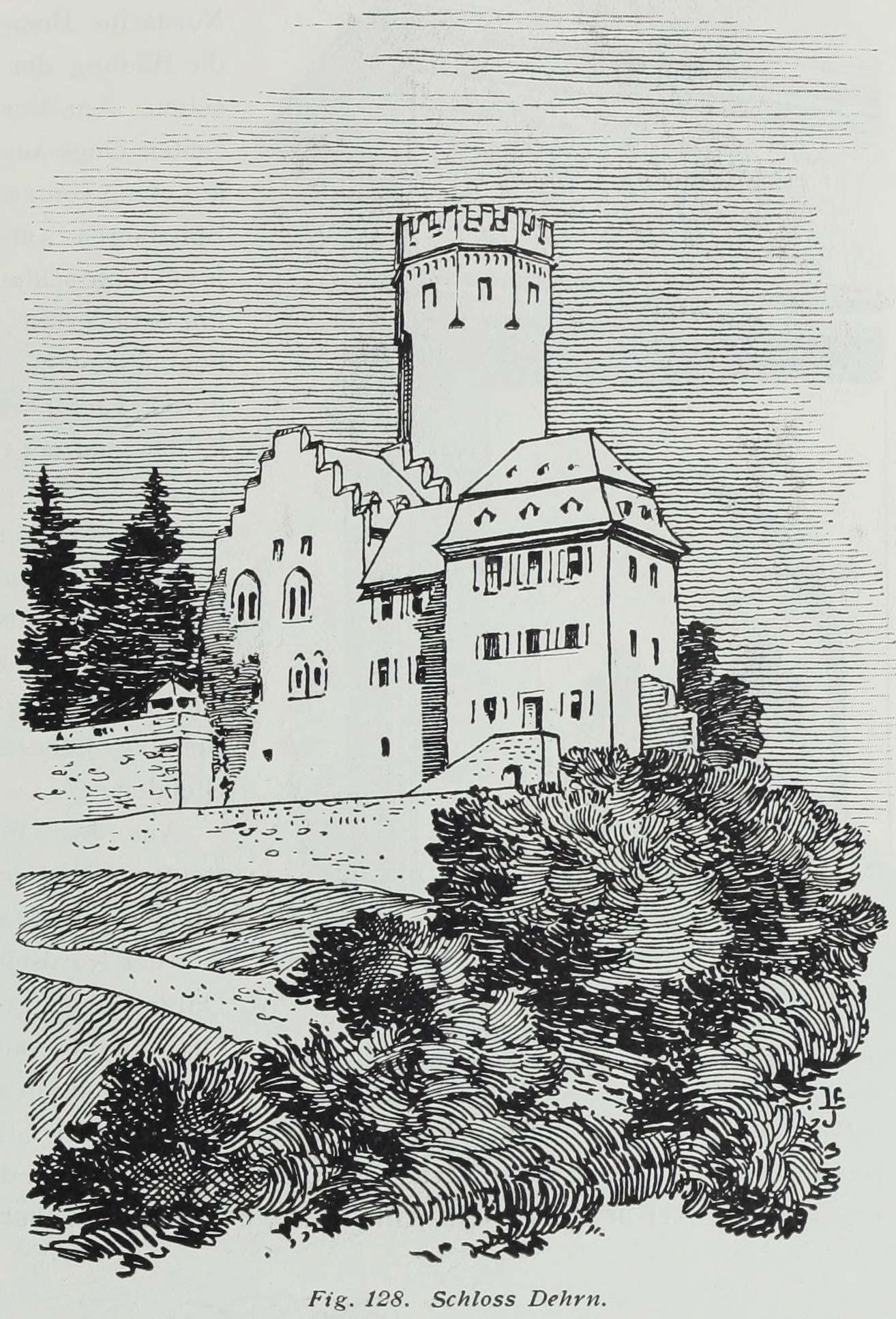
Замок Дерн на рисунке 1907 года

Вскоре после окончания Первой мировой войны семья фон Дунгерн оказалась разорена. Пришлось расстаться с родовой собственностью, в том числе и замок Дерн. Его стоимость (вместе с прилежащими землями площадью более 85 гектаров) оценивалась в 3,5 миллиона рейхсмарок.
В 1925 году замок на несколько месяцев стал отелем «Фюрстенхоф». Затем он перешёл во владение провинции Гессен-Нассау. Власти уже в 1925 году разместили здесь учебное заведение для молодёжи. В 1933 году земли, прилегающие к замку, были приватизированы. В главном корпусе с 1934 года размещалось общежитие Союза немецких девушек, а в хозяйственном корпусе — детская база отдыха.
С началом Второй мировой войны в замке организовали госпиталь. С 19 сентября 1944 года по 26 марта 1945 года здесь находился штаб высшего командования западной группировкой люфтваффе. В 1945 году перед отступлением части вермахта взорвали часовню в парке, где хранилось важное авиационное оборудование. При этом находившиеся в часовне захоронения членов семьи фон Дунгерн оказались завалены. В 1960-е годы руины разобрали. На том месте, где раньше были могилы, установили мемориальный камень.
С апреля по 20 августа 1945 года в замке находились различные службы американской оккупационные администрации.
С 25 августа 1946 года по июнь 1949 года в одном из зданий крепости проживали девочки-сироты, потерявшие во время войны своих близких. С 1 октября 1946 года по 1 июля 1951 года в бывшей графской резиденции находился дом для слепых и слабовидящих. В июле 1949 года в бывших хозяйственных постройках был устроен дом престарелых под управлением Государственного общества социального обеспечения Гессена. В октябре 1951 года для нужд дома престарелых стали использовать и сам замок. Здесь могли постоянно проживать 240 пожилых людей. В 1962 году дом престарелых переехал в новые здания, а в  замке начался капитальный ремонт.
С 1965 по 1982 годы в Дерне здесь находилась клиника государственной благотворительной ассоциации по лечению нарушений речи. В стационаре разместили 84 койки. С 1986 по 1994 год замок переоборудовали в общежитие для тех, кто просил в Германии политического убежища. Одновременно здесь могло проживать до 800 человек.
С конца 1990-х годов Дерн практически пустует. Власти земли Гессен пытались найти замку какое-то административное применение или сдать его в аренду одной их крупных компаний. Но все здания комплекса так и не остались в запустении.  При этом Дерн снова стал ветшать и долгое время находился в запущенном состоянии.

### XXI век
В начале XXI века власти передали замок группе частных инвесторов, готовых отремонтировать комплекс. Однако работы так и не начались. 18 июня 2012 года состоялся аукцион. Замок был продан за 251 тысяч евро. Новый владелец объявил, что хочет превратить комплекс в роскошные апартаменты и сдавать их в аренду. Однако в феврале 2014 года замок был вновь продан. Его собственником стал предприниматель из Лимбурга-ан-дер-Лана Кристиану Мори. Он намеревался отремонтировать Дерн и использовать его как жилую резиденцию своей семьи.

## Описание замка
Наиболее яркая часть замка — высокая круглая 34-метровая башня. Её возвели ещё в XIII веке. В основании бергфрида стены имеют толщину до трёх метров. Верхняя необычная восьмиугольная надстройка добавлена в XIX веке.
Жилая резиденция, примыкающая к башне с южной стороны, многократно перестраивалась. В XVI веке здание реконструировали в стиле поздней готики. Ещё одно два жилых здание в неоготическом стиле в замке были построены в XIX веке. Рядом с замком сохранились бывшие хозяйственные постройки.
К югу от комплекса располагался английский ландшафтный парк с двумя мостами и часовней, от которой сохранился только фундамент.

## Галерея

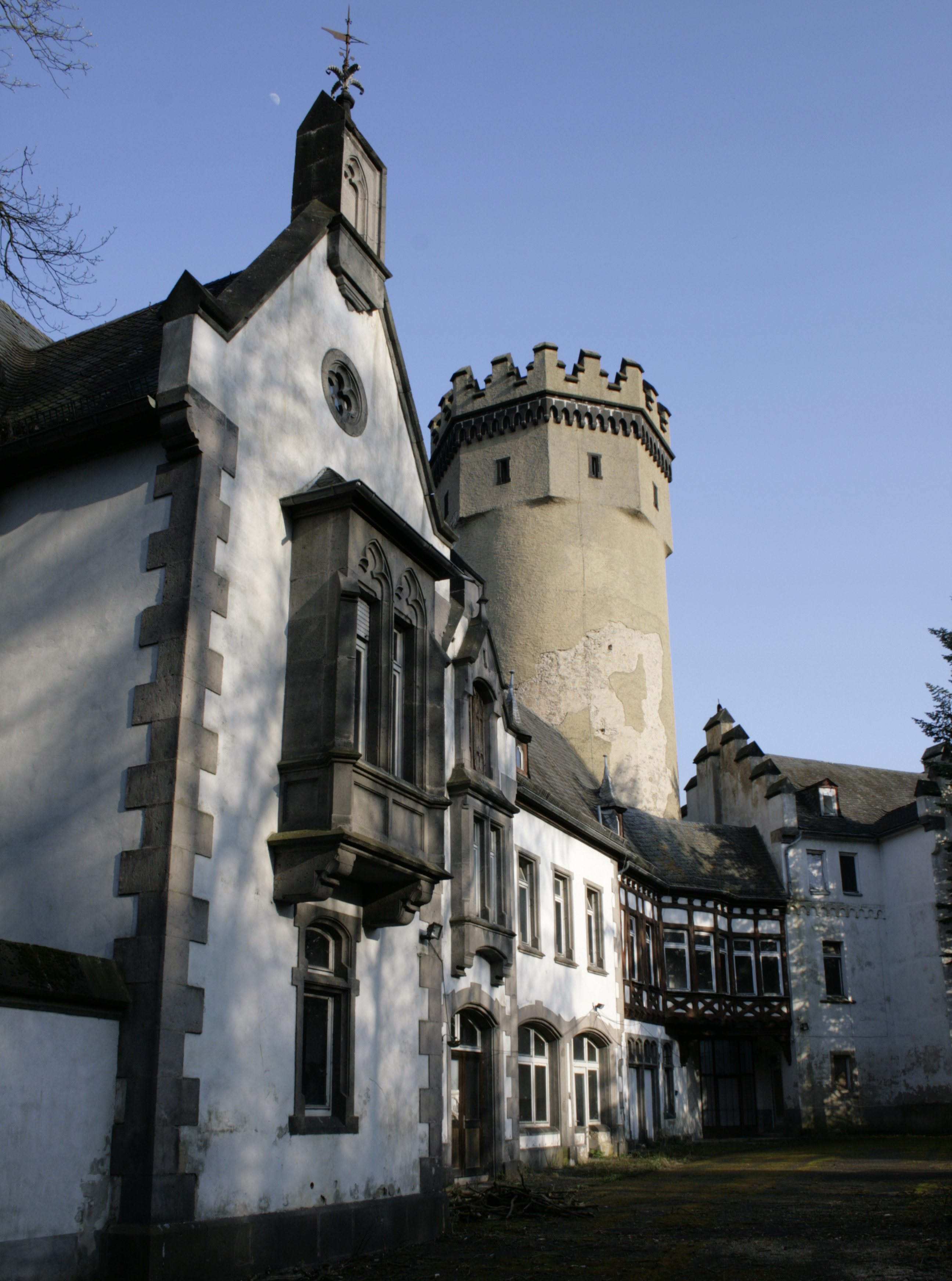
Внутренний двор замка
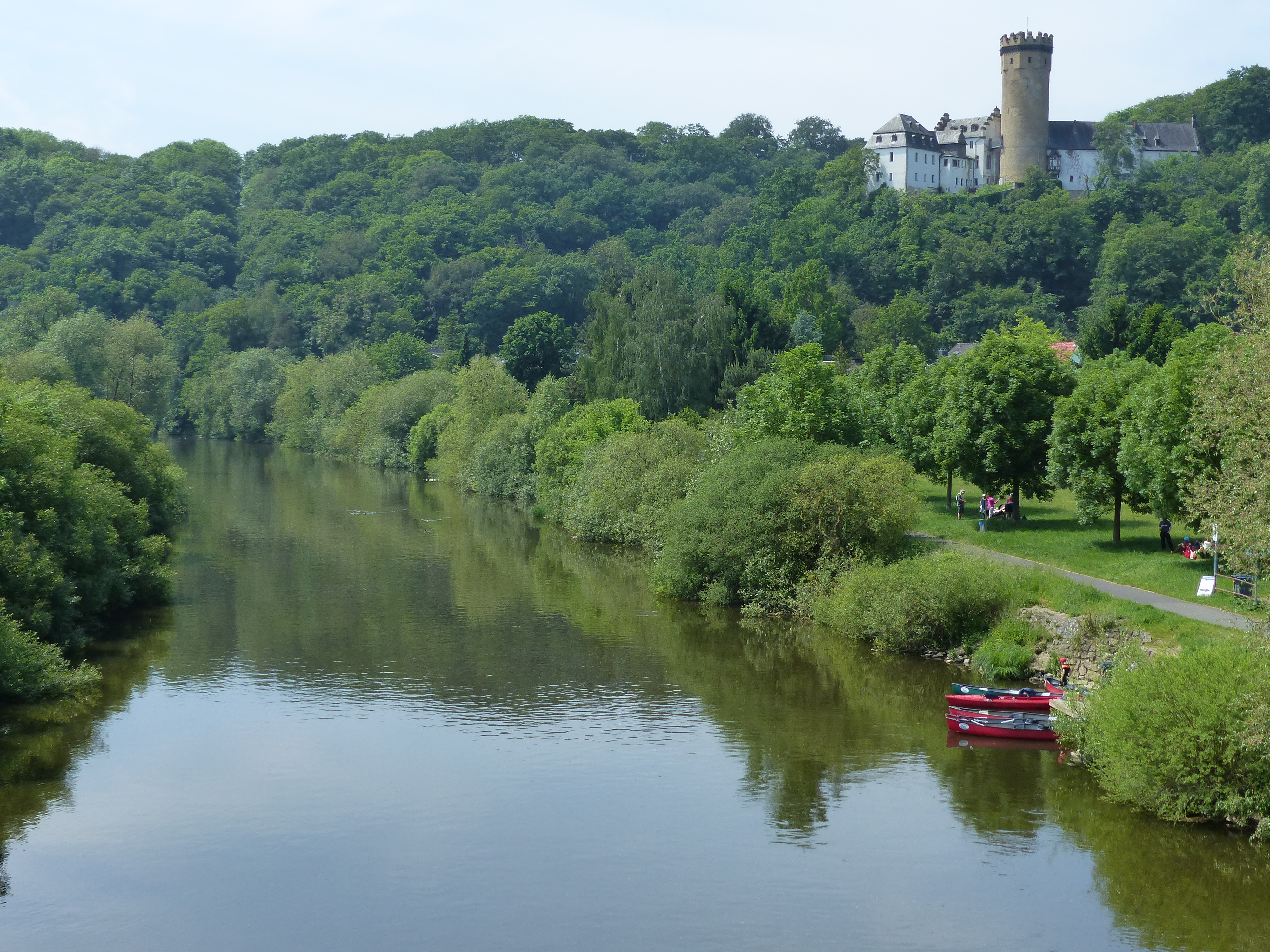
Вид замка со стороны реки Лан
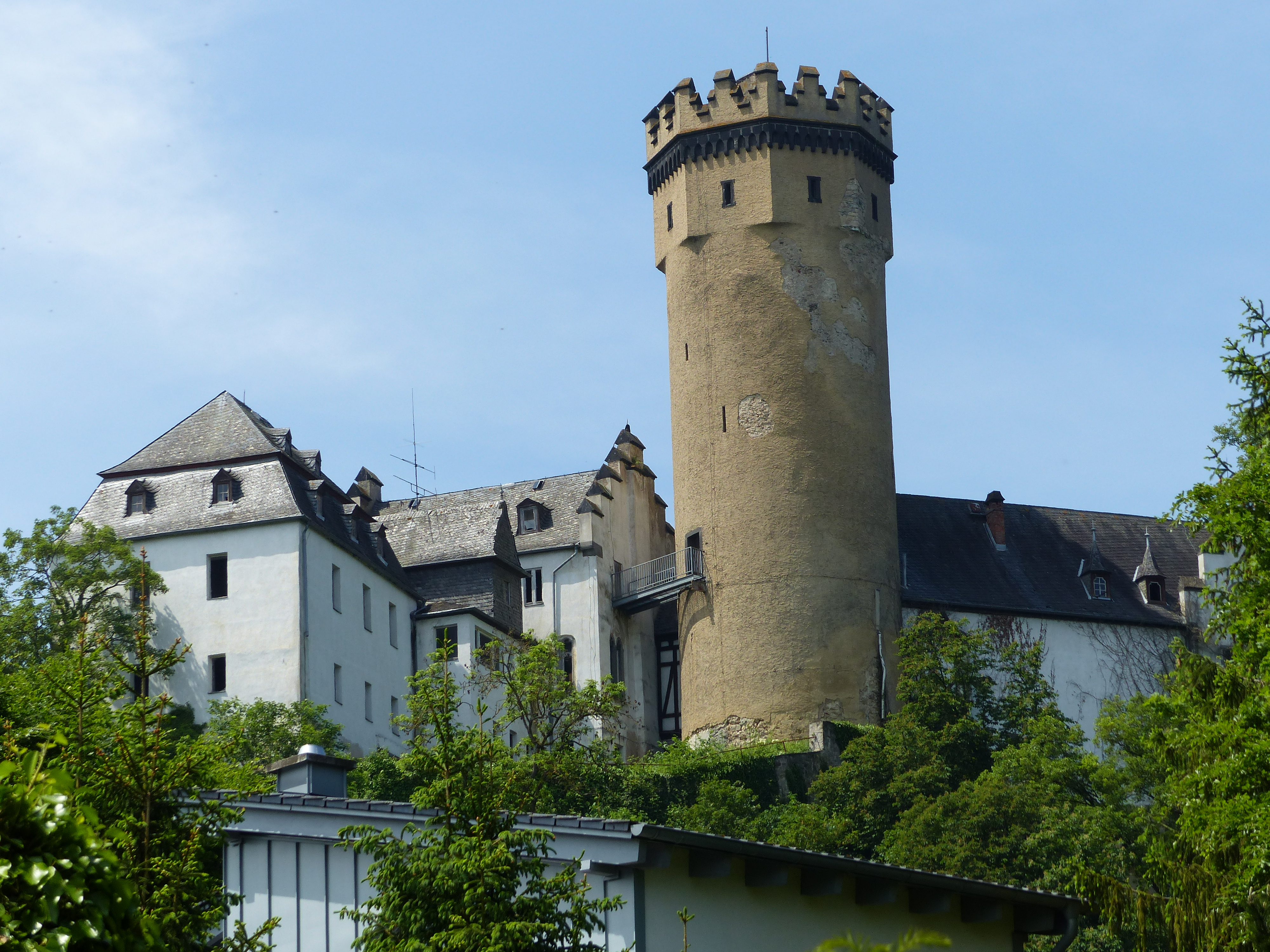
Бергфрид замка
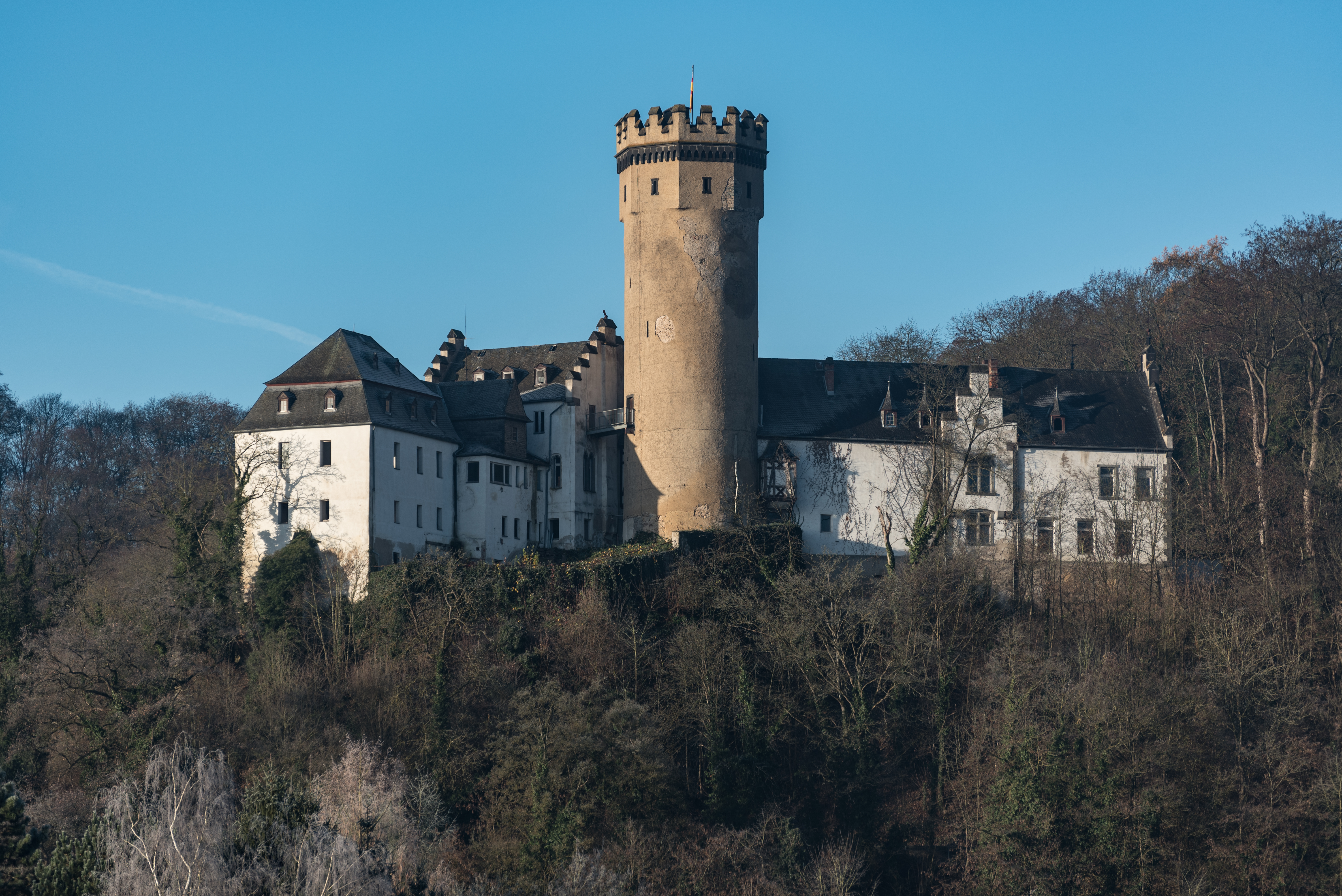
Общий вид комплекса с восточной стороны
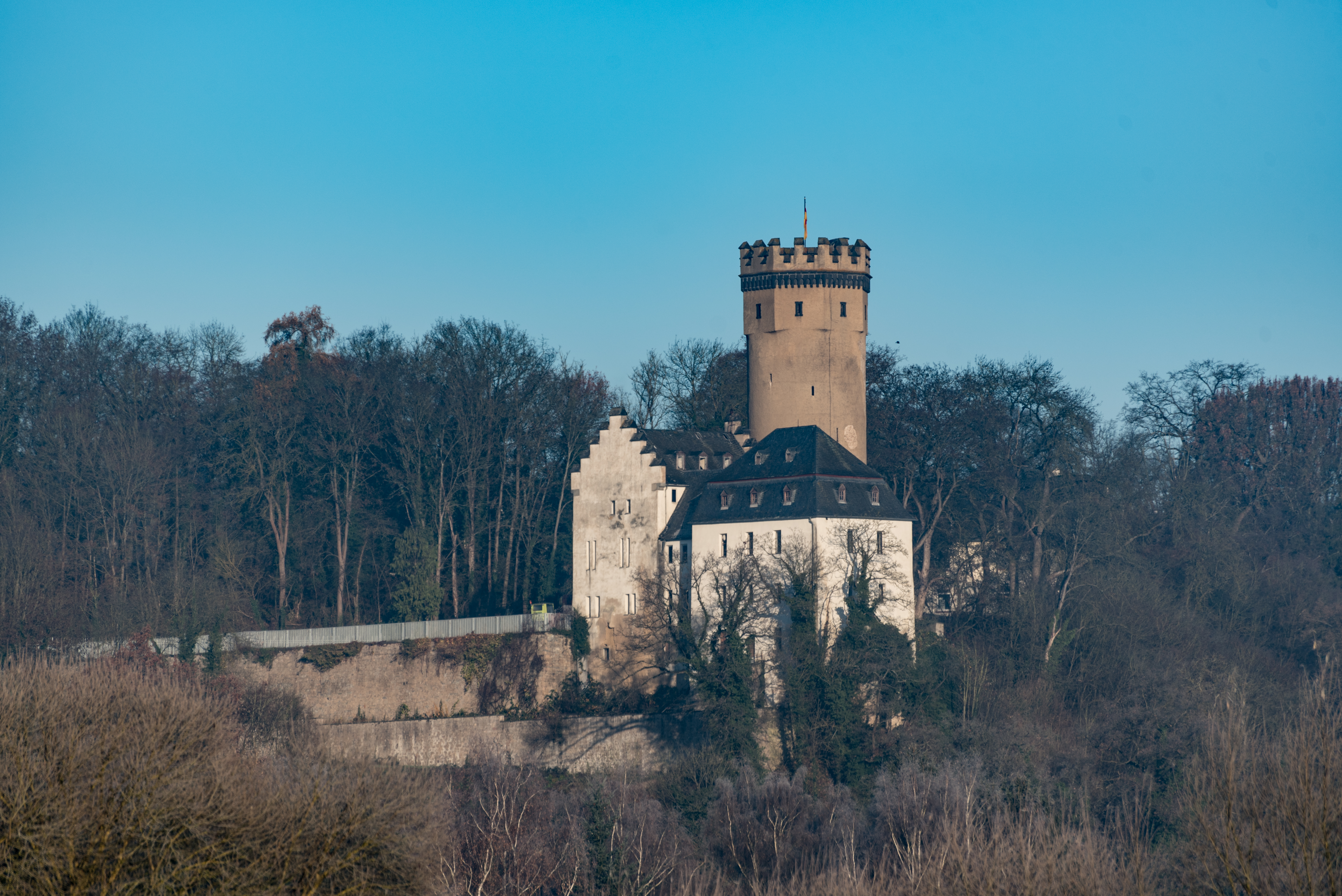
Вид замка с южной стороны